# Enlight Software
Enlight Software (ou simplement Enlight) est un éditeur et développeur de jeux vidéo américain fondé par Trevor Chan en 1993. Le premier réalisé est le jeu de gestion économique Capitalism, publié par Interactive Magic en 1995. En 1997, Enlight publié Capitalism Plus (une version mise à jour) et le jeu de stratégie en temps réel Seven Kingdoms. Les jeux suivant sont comprennent Virtual U, Capitalism II, Wars and Warriors: Jeanne d'Arc, Seven Kingdoms II: The Fryhtan Wars, Restaurant Empire, Zoo Empire, Sea Life Park Empire et Restaurant Empire II,,,,.
En plus de développer leurs propres jeux, Enlight a publié plusieurs jeux de développeurs tiers aux États-Unis, notamment American McGee Presents: Scrapland  de MercurySteam, TrackMania de Nadeo et X2: The Threat d'Egosoft.